# Time to Turn
Albums de Eloy
Planets
(1981) Performance
(1983)
Singles
1. Time to Turn
Sortie : 1982

Time to Turn est le dixième album studio du groupe de rock progressif allemand, Eloy. Il est sorti en 1982 sur le label EMI Electrola et a été produit par Frank Bornemann et Eloy.

## Historique
Cet album sorti, au début de l'année 1982, est la suite de l'histoire commencée sur l'album Planets. En effet ce qui aurait dû être un double album se retrouva par la volonté de la maison de disque divisé en deux albums simples. Il marque aussi le retour à la batterie de Fritz Randow, ce-dernier remplaçant Jim McGillivray. Randow avait déjà fait partie d'Eloy de 1972 à 1975 jouant sur les albums, Inside, Floating et Power and the Passion.
La chanson « Time to Turn » est sortie en single et eut un petit succès en Allemagne , ce qui permit à l'album de faire un retour dans les charts allemand pour s'y classer pendant dix semaines atteignant la 38e place.
Le label britannique Heavy Metal Worldwide décida de sortir l'album en Grande-Bretagne ce qui en fit le premier album du groupe à paraître sur l'ile. Il sortira en parallèle avec l'album Planets et aura comme celui-ci une pochette différente signée par Rodney Matthews,. Sur cette version le titre "Magic Mirrors" est remplacé par "Illuminations" un titre figurant sur l'album Colours.

## Liste des titres
Toutes les musiques sont signés par le groupe, les textes sont de Sigi Hausen.

### Face 1
1. Through a Somber Galaxy - 6:00
2. Behind the Walls of Imagination - 6:25
3. Time to Turn - 4:32
4. Magic Mirrors - 5:25

### Face 2
1. End of an Odyssey - 9:25
2. The Flash - 5:34
3. Say, Is It Really True - 4:45

## Musiciens
- Frank Bornemann: chant, guitares
- Klaus-Peter Matziol: basse
- Hannes Arkona: guitare, claviers, percussions
- Hannes Folberth: claviers
- Fritz Randow: batterie, percussions

avec
- Sabine, Amy & Anne: chœurs sur le titre Time to Turn

## Charts
| Pays      | Durée du classement | Meilleur classement |
| --------- | ------------------- | ------------------- |
| Allemagne | 10 semaines         | 38e                 |